# Lauro Rego Barros
Lauro Rego Barros (Curitiba, 4 de agosto de 1918 — Curitiba, 4 de setembro de 2012) foi um advogado, secretário de estado, futebolista e dirigente esportivo brasileiro.
Atuou como goleiro no Coritiba Foot Ball Club e ponta-esquerda e goleiro no Clube Atlético Paranaense além de ter exercido a presidência do C.A.P. entre 1972 e 1973.[carece de fontes?]
Lauro foi filho de Augusto do Rego Barros, primeiro presidente do América Futebol Clube, um dos clubes que originou o Clube Atlético Paranaense.

## Biografia
Lauro formou-se no time de base do Clube Atlético Paranaense como ponta-esquerda no início da década de 1930 e também jogou no rival, Coritiba, como goleiro. Nesta posição, substituiu o grande arqueiro atleticano, Caju, em 1939. Sua carreira de atleta foi curta, pois formou-se em Direito no ano de 1940 e assim tornou-se promotor público em cidades do interior do Paraná. Também foi Secretário de Educação e Secretário de Justiça do Estado do Paraná, diretor do Departamento Penitenciário do PR entre 1961 e 1962 e presidente do Tribunal de Contas do estado. Trabalhou ao lado e a convite do ex-governado do Paraná Ney Braga.
Já aposentado, tornou-se presidente do Clube Atlético Paranaense para o biênio 1972/1973.